# Pam Shriver
Pam Shriver (n. 4 iulie 1962, Baltimore, America Britanică⁠(d), Regatul Marii Britanii) este o jucătoare de tenis americană, medaliată olimpică. A participat la o ediție a Jocurilor Olimpice (1988) în care a câștigat o medalie de aur.

## Participări
Lista de mai jos prezintă principalele competiții la care a participat Pam Shriver de-a lungul carierei.
- tennis at the 1988 Summer Olympics – women's doubles[*]